# 埃格爾湖
47°33′58″N 7°52′45″E / 47.566111°N 7.879167°E

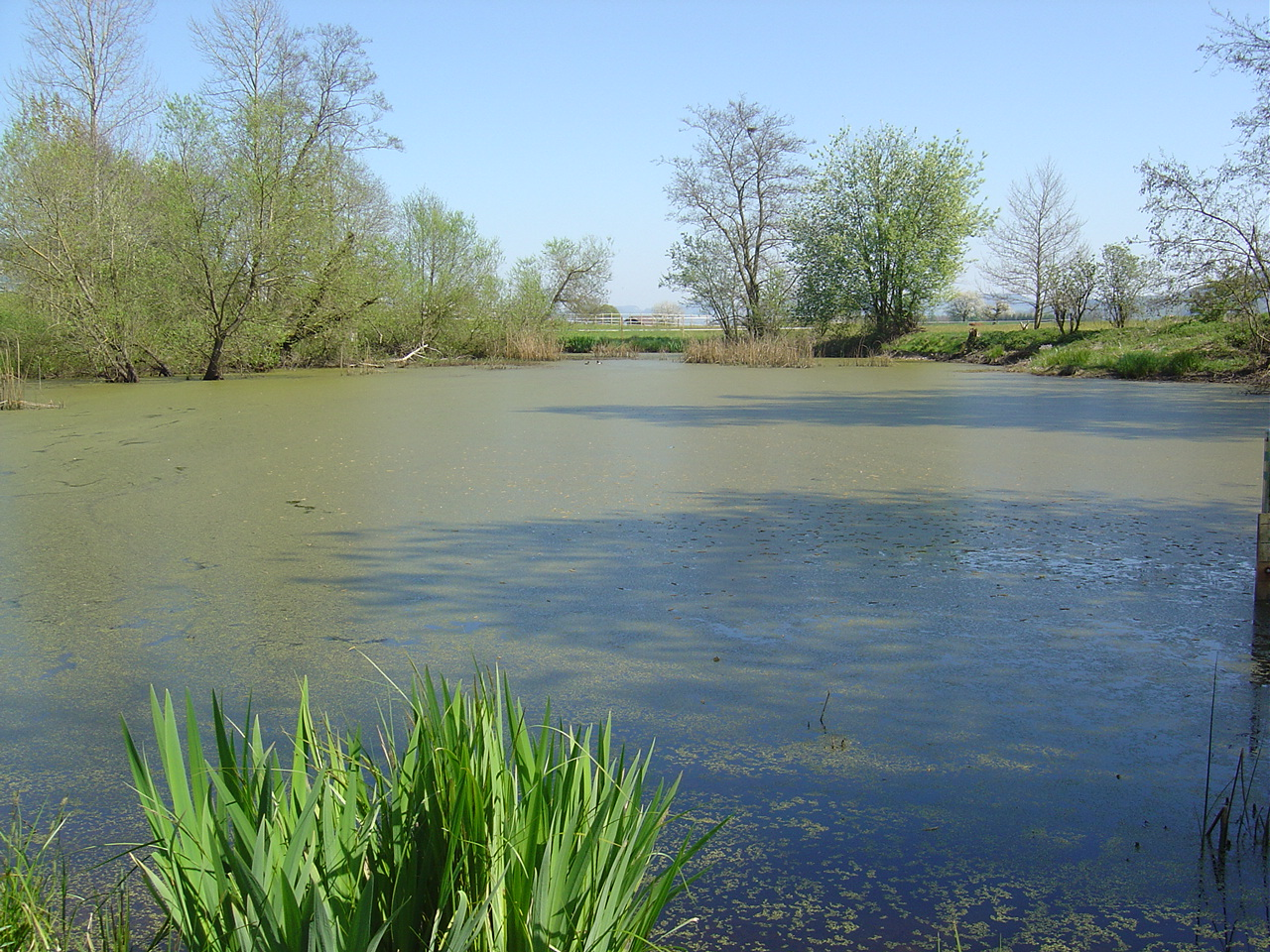

埃格爾湖（Ägelsee），是瑞士的湖泊，位於該國東北部，由圖爾高州負責管轄，處於瓦爾巴赫和默林之間，屬於蔡寧根境內，海拔高度339米。